# Parábladspeurder
De Parábladspeurder (Automolus paraensis) is een zangvogel uit de familie Furnariidae (ovenvogels).

## Verspreiding en leefgebied
Deze soort is endemisch in Brazilië bezuiden de Amazonerivier.